# 다비드 트레제게
다비드 세르히오 트레제게(프랑스어: David Sergio Trézéguet, 1977년 10월 15일, 프랑스 루앙 ~ )는 프랑스의 은퇴한 축구 선수이다.
원래 아르헨티나 국적이었으나 프랑스로 귀화했다. 2004년 펠레가 선정한 현존 최고의 축구선수 125인 목록에 이름을 올렸다. 2015년 1월 21일 현역 은퇴를 선언했다.

## 수상 내역

### 선수
- 리그 1: 1996–97, 1999–00
- 세리에 A: 2001–02, 2002–03
- 세리에 B: 2006–07
- 수페르코파 이탈리아나: 2003
- 트로페 데 샹피옹: 1997
- 프리메라 B 나시오날: 2011-12

#### 프랑스
- UEFA 유로 : 2000
- FIFA 월드컵 : 1998

### 개인
- FIFA U-20 월드컵 실버슈 : 1997
- 리그1 올해의 영플레이어 : 1998
- UEFA 올해의 팀 : 2001
- 세리에 A 올해의 선수 : 2002
- 세리에 A 올해의 외국인 선수 : 2002
- 세리에 A 득점왕 : 2002
- 골든풋 : 2015
- FIFA 100 : 2004
- 레지옹 도뇌르 : 1998

#### 발롱도르
- 2000 - 22
- 2001 - 12